# Asplenium bulbosum
Asplenium bulbosum là một loài dương xỉ trong họ Aspleniaceae. Loài này được Lour. mô tả khoa học đầu tiên năm 1793.
Danh pháp khoa học của loài này chưa được làm sáng tỏ. 